# معركة تحرير عنه
معركة تحرير عنه هو هجوم مشترك لقوات الأمن العراقية لاستعادة السيطرة على منطقة الريحانة وقضاء عانة من تنظيم الدولة الإسلامية (داعش). بدأت الحرب البرية في 19 أيلول 2017. وتهدف العملية إلى إنهاء وجود تنظيم الدولة الإسلامية في غرب محافظة الانبار.

## الخلفية
يقع قضاء عانة ومركزه مدينة عانة ومنطقة الريحانة غرب الأنبار على مقربة من الحدود مع سوريا. سيطر عليها تنظيم داعش في عام 2014.

## القوات المشاركة في العملية
يشارك في المعركة قطعات عمليات الجزيرة المتمثلة بفرقة المشاة السابعة ولواء المشاة الالي 30 وفرقة المشاة الالية الثامنة والحشد العشائري، وطيران القوة الجوية العراقية وطيران التحالف الدولي.

## التسلسل الزمني للمعركة
- في 19 أيلول 2017 أعلن نائب قائد العمليات المشتركة الفريق الركن عبد الأمير يار الله في بيان نشرته خلية الإعلام الحربي عن بدأ عملية تحرير منطقة الريحانة وقضاء عانة.[2] وحررت القوات العراقية ناحية الريحانة بالكامل.[3]
- في 20 أيلول 2017 القوات العراقية تقتحم قضاء عانة.
- في 21 أيلول 2017 القوات العراقية تحرر قضاء عانة بالكامل.